# No taxation without representation
No taxation without representation ("No hay tributación sin representación") es un lema originado entre las décadas de 1750 y 1760 que recogía las quejas de los colonos de las Trece Colonias hacia las autoridades británicas. Muchos de los colonos norteamericanos consideraban que, como no estaban directamente representados en el Parlamento Británico, cualquier ley que aprobara la creación de impuestos sobre los colonos (como la Ley del azúcar o la Ley del timbre) eran ilegales según el Bill of Rights de 1689. Esta fue una de las principales causas de la Revolución estadounidense. La importancia de este principio ha sido clave en el desarrollo del Derecho constitucional.
Jonathan Mayhew, pastor de la Iglesia del Viejo Oeste,  usa la frase "no hay tributación sin representación" en un sermón en 1750. la frase revive un sentimiento que causó la Guerra Civil inglesa, tras la negativa del diputado John Hampden pagar el impuesto para el equipamiento de naves ("ship money").  "no hay tributación sin representación,", el contexto de la aplicación de impuestos para América y Gran Bretaña, apareció por primera vez en febrero de 1768, publicada por la Revista de Londres, página 89, en la impresión del "Discurso sobre el proyecto de ley de declaración de soberanía de Gran Bretaña sobre las colonias." de Lord Camden.

## Previo a la Revolución
El Parlamento Inglés había controlado el comercio colonial gravando las importaciones y las exportaciones desde 1660. Hacia la década de 1760, los americanos estaban siendo privados de un derecho establecido en el Bill of Rights de 1689, el cual había prohibido la imposición de impuestos sin el consentimiento del Parlamento. Puesto que los colonos no tenían ninguna representación en el Parlamento, los impuestos violaban los derechos de representación garantizados por Inglaterra. El Parlamento sostuvo inicialmente que los colonos tenían representación virtual, idea que "encontró poco apoyo en ambos lados del Atlántico". John Dunmore Lang escribió en 1852, "la persona que primero sugiere la idea de representación parlamentaria para las colonias parece haber sido Oldmixon, un analista estadounidense de la época de la Reina Ana o George I. Además contó con la aprobación del célebre Adam Smith    siendo propugnado por un tiempo, sin embargo, esta idea fue firmemente rechazada por Benjamin Franklin."
En 1768 se escribe en Virginia la "Petition, Memorial and Remostrance" en clara oposición a la tributación, la cual fue enviada al Gobierno británico, que aparentemente ignoró la petición.

## Revolución de las Trece Colonias
La representación virtual fue totalmente rechazada en las colonias, que señalaban que lo "virtual" era una muestra de corrupción política, incompatible con su creencia de que el gobierno deriva sus poderes del consentimiento de los gobernados.
En 1765, el abogado americano y político James Otis, Jr., respondieron a las objeciones de Soame Jenyns a los nuevos tributos impuestos en las colonias americanas, por la legislatura de Gran Bretaña, en una publicación titulada consideraciones en nombre de los colonos, en una carta a un Noble Señor. él escribió, "qué propósito tienen los cambios a los colonos en los casos de Manchester, Birmingham y Sheffield, ¿por qué no volverlos miembros?si no están representados los lugares ahora tan considerables, esto debiera ser."